# Mariana Čengel Solčanská
Mariana Čengel Solčanská (el 14 de febrero de 1978, Nitra) es una directora y guionista eslovaca.

## Biografía
Nacida en Nitra, Mariana Čengel Solčanská estudió primero en la Universidad Carolina y en la Universidad Constantina de Nitra, donde se licenció en ciencias políticas y estudios culturales. Después estudió dirección cinematográfica en la Universidad de Artes Escénicas de Bratislava desde 2003 y completó sus estudios en 2008 con la película Mlyn. En 2007 aprobó una maestría en la Facultad de Cine y Televisión de la Academia de Artes Escénicas de Praga con la directora checa Věra Chytilová.
En 2017 estrenó la película Únos, también conocida por el título en inglés Kidnapping y el título en alemán Entführung . Ella escribió el guion y también dirigió la película. La película se proyectó, entre otros, en el Festival Internacional de Cine de El Cairo  y en el Festival de Cine de Cottbus.  En 2020 estrenó Scumbag película que dirigió junto con Rudolf Biermann; se proyectó en el Festival Internacional de Cine de Varsovia. 
Estrenó en 2022 Sluzka (La doncella) basada en la novela de Hana Lasicová. 